# Simson
För andra betydelser, se Simson (olika betydelser).

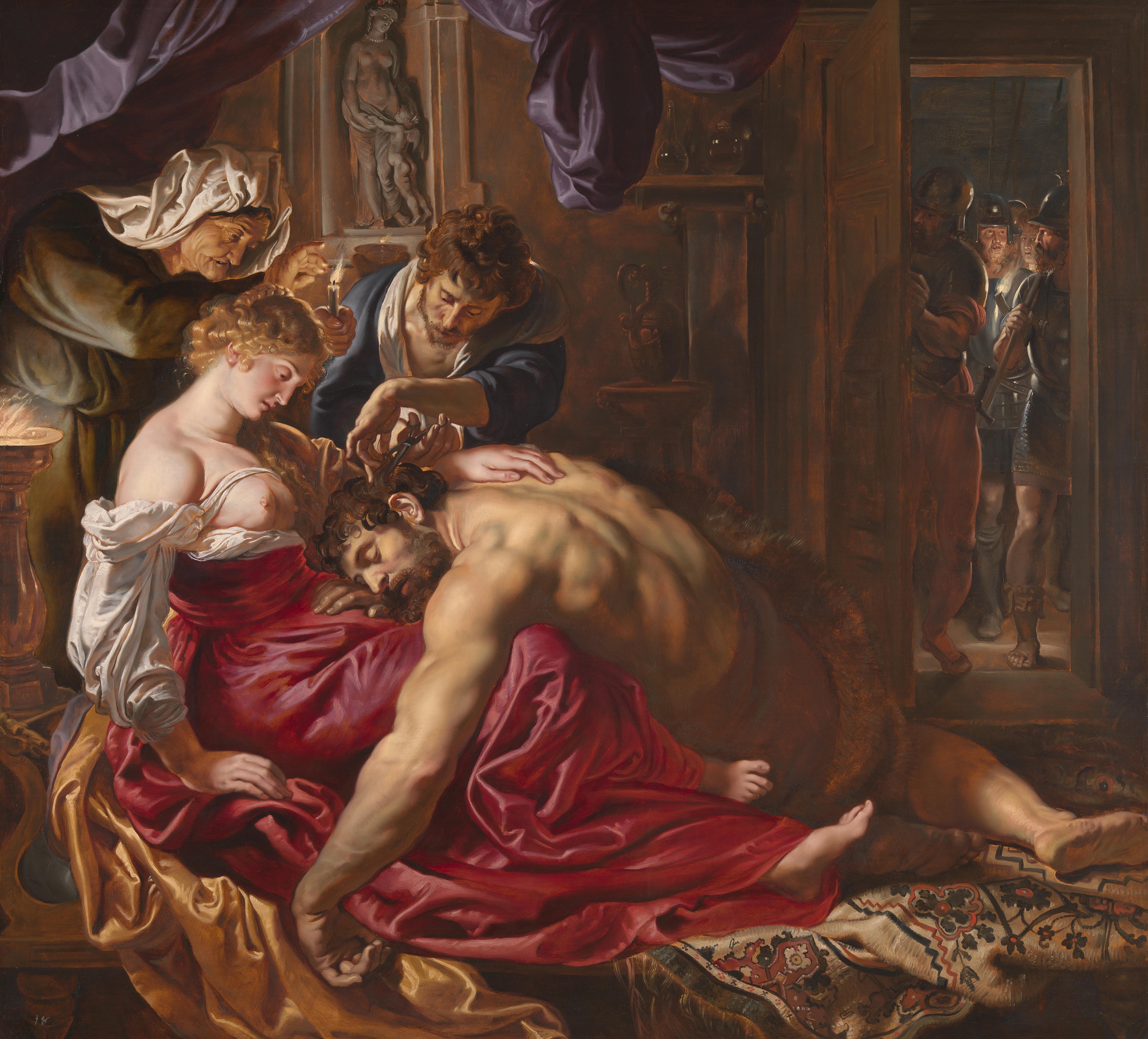
Simson och Delila. Målning av Rubens.

Simson var enligt Domarbokens kapitel 13–16 domare i Israel. Han var, efter ett löfte som hans mor givit Herrens ängel, en Guds nasir från födseln, vilket innebar att han skulle leva helgat och avskilt inför Gud. En nasir klippte nästan aldrig sitt hår. Det enda undantaget var om någon i nasirens närhet dog; då skulle nasiren på den sjunde dagen efteråt raka av sitt hår. Simson är känd för sin fysiska styrka, som satt i det långa håret.
Simson var domare i Israel i tjugo år och kom i bråk med filistéerna. Vid ett tillfälle slog han ihjäl tusen filistéer med en åsnekäke.
Simson mötte nu Delila, som han blev kär i. Filistéerna fick henne att arbeta för dem. Hon lockade ur Simson hemligheten med hans styrka, som låg i det långa håret. När han somnat lät hon skära av hans sju flätor, och Simson kunde nu fängslas. Filistéerna stack ut hans ögon, fängslade honom och satte honom att sköta en sädeskvarn. Därefter ordnades en fest för guden Dagon, där tre tusen filistéer roade sig över Simsons belägenhet, men de tänkte inte på att hans hår hade växt ut. Simson tog tag om de båda mittenpelare som huset vilade på, raserade byggnaden och dödade alla inklusive sig själv.